# Dolgonogi netopir
Dolgonogi netopir (znanstveno ime Myotis capaccinii) je srednje velika vrsta netopirjev, ki je razširjena v Evropi, Severni Afriki in delih zahodne Azije.

## Opis
Kožuh je na hrbtu dimnasto sive, po trebuhu pa svetlo sive barve. Smrček je rdeče-rjave barve, prhuti in uhlji so rjavo-sivi. Odrasli primerki v dolžino dosežejo do 5 cm, preko prhuti pa merijo okoli 25 cm.
Ta vrsta se zadržuje v gozdovih in grmovnatih območjih, običajno v bližini vode. Odvisen je od apnenčastih jam, kjer se zbira v kolonije. Samice se pred kotitvijo združijo v kolonije do 500 osebkov, v drugi polovici junija pa skotijo po enega mladiča.